# José María Cos y Macho
José María Justo de Cos y Macho (Terán, Cantabria, 6 de agosto de 1838-Valladolid, 17 de diciembre de 1919)  fue un sacerdote católico, académico y escritor español, senador y cardenal arzobispo de Valladolid. Su episcopado en la ciudad, de diecinueve años, ha sido el segundo más largo de su historia.

## Biografía
Ingresó de niño en la Precepturía de Segura (Guipúzcoa), donde destacó por sus dotes intelectuales. De allí pasó al Seminario de Monte Corbán, en Santander, donde estudió Filosofía y Humanidades. Se doctoró en Teología en Valladolid y Salamanca.
Fue ordenado presbítero con veinticuatro años y, tres años más tarde, fue nombrado canónigo de la catedral de Oviedo. Estimulado por una madre severa, inició una importante carrera, religiosa y política.

### Obispo y arzobispo
En 1886 fue nombrado obispo de Mondoñedo, donde amplió el seminario con la construcción de un segundo piso, desarrolló la labor pastoral y ganó a la Casa de Alba un litigio para nombrar párrocos en Ferrol.
Tres años más tarde, la reina regente María Cristina lo propuso como arzobispo de Santiago de Cuba y senador vitalicio. El prelado no se adaptó a la vida en la isla, debido al clima y a la desafección de la burguesía local, proclive al independentismo. Hubo de combatir el concubinato, práctica extendida en todas las clases sociales, confió a los carmelitas la iglesia de Camagüey y realizó reparaciones en la catedral.
En 1892 consiguió ser nombrado obispo de Madrid-Alcalá, donde organizó la Acción Social Católica, creó el seminario y la escuela de música. En aquel momento, Madrid era una diócesis sufragánea dependiente de la archidiócesis de Toledo, por lo que de Cos recobró la dignidad de arzobispo en 1902, cuando fue nombrado arzobispo de Valladolid.

### Cardenal
En 1911, durante su episcopado en Valladolid, fue nombrado cardenal por el papa Pío X bajo el título de Santa María del Popolo. Participó en el Cónclave de 1914 que eligió papa a Benedicto XV.
Durante su estancia en Valladolid fundó Acción Católica y un asilo de huérfanos. Fue nombrado académico de Historia y de Bellas Artes. Tuvo como obispo auxiliar a Pedro Segura.
A finales de 1918 fue nombrado temporalmente administrador apostólico de la diócesis de Ávila a la muerte de su obispo, Joaquín Beltrán y Asensio.
A finales de 1919 contrajo una bronconeumonía que le produjo la muerte el 17 de diciembre. Su funeral tuvo lugar en la catedral de Valladolid, donde está enterrado. Tras su fallecimiento, Valladolid hubo de esperar casi un siglo para, en 2015, volver a ser sede cardenalicia, con el cardenal arzobispo, Ricardo Blázquez Pérez.

## Influencia en la literatura
Hoy se acepta que el personaje de Fermín de Pas, el canónigo magistral de la novela La Regenta , de Leopoldo Alas «Clarín», está inspirado de modo muy realista en José María de Cos. En la novela decimonónica realista, De Pas es el canónigo magistral de la catedral de Oviedo y, en el momento de su redacción, De Cos ostentaba una canonjía en el templo catedralicio. Pero hay, además, otras similitudes: ambos eran cántabros, tenían una madre rigurosa, gran memoria, apellido de tres letras precedido de un enlace de y gozaban de influencia y poder tanto clerical como en las altas esferas de VETUSTA ("VETUS-ERIS": 'lo viejo', 'lo rancio'). 
La novela fue criticada por el entonces obispo de Oviedo, Ramón Martínez Vigil, con una dura pastoral que fue replicada por el escritor en la revista Madrid Cómico en los siguientes términos:

Mi don Fermín de Pas, canónigo y profesor, no se parece a ningún señor canónigo de Oviedo, pues yo atribuyo a mi hijo imaginario unos vicios que aquí nadie tiene, un talento que tendrían muchos prebendados de aquí, pero no en el agrado superior, casi de genio, que yo me complazco en atribuir al hijo de mi fantasía.